# 埃爾克普雷里鎮區 (伊利諾伊州傑佛遜縣)
埃爾克普雷里鎮區（英語：Elk Prairie Township）是位於美國伊利諾伊州傑佛遜縣的一個行政鎮區。

## 地方資料
根據2010年美國人口普查的數據，埃爾克普雷里鎮區的面積為94.90平方千米，當中陸地面積為71.10平方千米，而水域面積為23.80平方千米。當地共有人口725人，而人口密度為每平方千米7.64人。